# Люшня
Лю́шня (алб. Lushnjë) — город в Центральной Албании в префектуре Фиери, центр одноименного округа.

## История
Город был основан в османское время на дороге из Берата в Дуррес знатной женщиной по имени Салюша. Многие старики до сих пор называют город Салюша.
В 1920 году вожди кланов собрались в Люшню на собрание, и город являлся временной столицей Албании до её переноса в Тирану.

## Известные уроженцы и жители
- Ват Кореши (1936—2006) — албанский государственный и политический деятель, писатель, поэт, журналист, сценарист.
- Ваче Зела (1939—2014) — албанская эстрадная певица.
- Куйтим Спахивогли (1932—1987) — албанский режиссёр, актёр. Народный артист Албании.
- Ферит-бей Вокопола (1887—1959) — албанский политический и государственный деятель, мусульманский богослов.
- Маргарита Джепа (1932—2025) — албанская актриса театра и кино.